# Beuzec-Cap-Sizun
Beuzec-Cap-Sizun (en bretó Beuzeg-ar-C'hab) és un municipi francès, situat a la regió de Bretanya, al departament de Finisterre. L'any 2006 tenia 1.074 habitants.

## Demografia
| 1962                                       | 1968  | 1975  | 1982  | 1990  | 1999  |  |
| ------------------------------------------ | ----- | ----- | ----- | ----- | ----- |  |
| 1.539                                      | 1.420 | 1.318 | 1.307 | 1.181 | 1.037 |  |
| Des de 1962: població sense dobles comptes |       |       |       |       |       |  |

## Administració
| Període | Identitat   | Partit |
| ------- | ----------- | ------ |
| 2001-   | Jean Pichon |        |